# Cadbury World
Cadbury World je zábavní park v areálu čokoládovny Cadbury ve městě Birmingham. Byl založen v roce 1990. Nachází se tu řada atrakcí na téma čokolády a její výroby.

## Atrakce

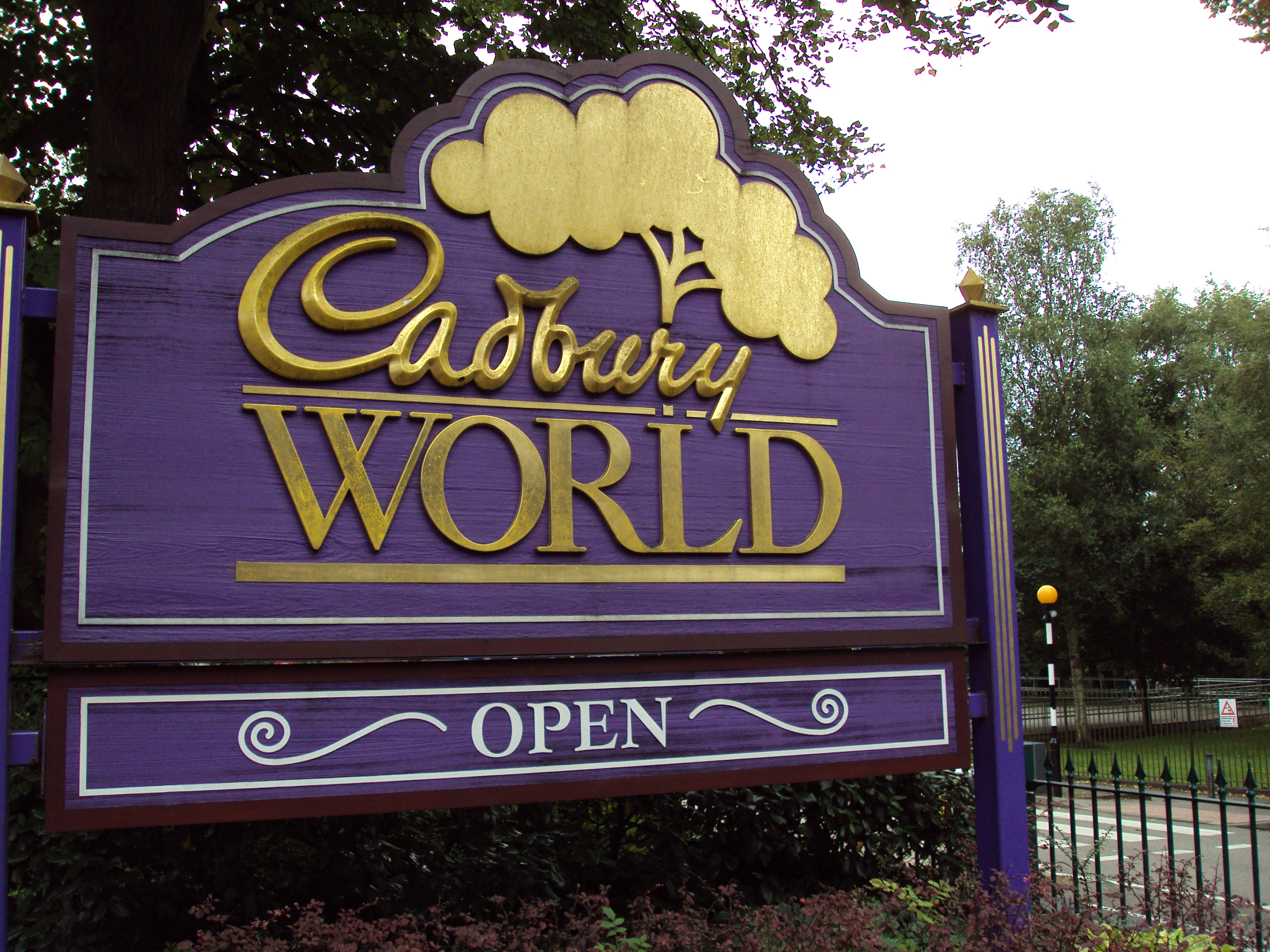
Cedule Cadbury World

- 4D chocolate adventure – 4D kino, které představuje výrobu a balení čokolády.
- Manufacturing – Interaktivní expozice, která představuje výrobu čokolády.
- Bull Street – Replika ulice, kde byl v roce 1824 otevřen první obchod značky Cadbury, včetně původního obchodu s replikami dobových produktů. V ulici se nacházejí také herci, kteří představují původní obyvatele Spojeného království.
- Cadabra – Dětská jízda na způsob tzv. dark ride, která projíždí čokoládovou zemí.
- Purple planet – Expozice představující různé interaktivní exponáty.
- Making Chocolate Story – Náhled do "tajemství čokolády Cadbury." Ukázka, jak se dělá čokoláda.
- Aztec Jungle – Ukázka mexické džungle, kde vynalezli Aztékové první čokoládu, včetně ukázky kakaových bobů.
- Cadbury Story – Muzeum historie čokoládovny Cadbury.
- Packaging – Ukázka balení čokolády.
- Advertising Avenue – Muzeum historických reklam Cadbury.
- Bournville Experience – Muzeum produktů Cadbury.
- Chocolate Making – Ukázka továrny na čokoládu.
- Journey to Europe – Krátké představení o přivezení čokoládových bobů do Evropy.
- African Adventure Play Area – dětské hřiště
- Green Scene – zelená obrazovka, na které jsou promítány reklamy Cadbury, kterých se můžete stát součástí.

## Obchody a restaurace
- Cadbury Café – kavárna
- World's Biggest Cadbury Shop – obchody se suvenýry